# República dos Assassinos
República dos Assassinos é um filme brasileiro de 1979, do gênero drama policial, dirigido por Miguel Faria Jr., roteiro de Miguel Faria Jr. e baseado no livro de Aguinaldo Silva, "República dos Assassinos".

## Prêmios e indicações
Festival de Cartagena (1980)
- Segundo Prêmio [1]

## Sinopse
Em 1970, os crimes do Esquadrão da Morte pelo requinte de violência provocaram uma onda de reações por todo o país. As fotos das vítimas, adornadas pela caveira, símbolo do grupo, causaram uma incômoda indignação. Esta é a história de Mateus Romeiro, o mais famoso dos policiais, que integrou o grupo dos Homens de Aço, uma das facções em que se dividia o esquadrão.

## Elenco
- Tarcísio Meira ...Mateus
- Sandra Bréa ...Marlene
- Anselmo Vasconcelos ...Eloína
- Sylvia Bandeira ...Regina
- José Lewgoy ...Gilberto
- Tonico Pereira ...Carlinhos
- Ítalo Rossi ...Clemente
- Flávio São Thiago ...Jarbas
- Paulo Villaça ...Eramos
- Milton Moraes ...Gringo
- Vinícius Salvatori ...Alcino
- Ivan de Almeida ...Lacerda
- José Dumont ...Silverinha
- Roberto Fróes ...Promotor
- Lia Sol ...Mulher de Silveirinha
- Elba Ramalho ...Mendiga
- Wilson Grey ...Felipão
- Haylton Farias ...Entrevistador
- Luiz Antonio Magalhães ...Rapaz
- Paschoal Villaboin ...Manoel
- Ligia Diniz ...Marlene
- Rubem José ...Líder Policia
- Gabriel Archanjo